# Ungváry Krisztián
Ungváry Krisztián (Budapest, 1969. október 30. –) magyar történész, egyetemi oktató, borász, az MTA doktora. Kutatási területe a 20. századi had- és politikatörténet, valamint a kommunista időszak titkosszolgálatai és az állambiztonság. Ungváry Rudolf könyvtáros, publicista és Monspart Éva újságíró fia.

## Életpályája
1984-ben kezdte meg középiskolai tanulmányait a budapesti II. Rákóczi Ferenc Gimnáziumban, ahol 1988-ban érettségizett. Ezt követően fél évig a Hadtörténeti Múzeumban dolgozott. 1989-ben felvették az Eötvös Loránd Tudományegyetem Bölcsészettudományi Kar német–történelem szakára. Egyetemi időszaka alatt A miskolci Egyetemi Diákparlament története 1956-ban című pályaművével elnyerte a Magyar Történészhallgatók Egyesülete által kiírt pályázatot és az Országos Tudományos Diákköri Konferencia első díját. Diplomáját 1995-ben szerezte meg. 1991 és 1994 között az ELTE BTK tudományos ösztöndíjasa. 1993-ban német ösztöndíjjal Freiburgban tanult és kutatott a Katonai Levéltárban, valamint a koblenzi Szövetségi Levéltárban.
Diplomájának megszerzése után az ELTE BTK-n volt történelemtudományi doktori hallgató, ebben az időszakban az egyetem oktatója. 1999-ben (jeles eredménnyel) védte meg PhD-disszertációját. A Budapest 1944-45-ös ostromát feldolgozó doktori disszertációja könyv alakban is megjelent. A mű hat magyar, négy német, két angol és két amerikai kiadást élt meg.
2000 és 2019 között az 1956-os Intézet, majd 2019-ben a jogutód Veritas Intézet tudományos munkatársa volt. Emellett az egri Eszterházy Károly Főiskola doktori képzésén témavezető. 2007 és 2009 között a Színház- és Filmművészeti Egyetemen is tanított. 2005 és 2008 között a Nemzeti Kulturális Örökség Minisztériumában tevékenykedett szakértőként, ahol az Emlékezet és Szolidaritás Alapítvány német–magyar–lengyel ügyeiben vett részt. 2005-ben lett tagja a német elűzések elleni központ tudományos tanácsának. Kutatási témái Magyarország 20. századi hadtörténetét, 1945 utáni politikatörténetét és állambiztonsági szolgálatainak történetét öleli át, valamint foglalkozik falerisztikai (kitüntetéstani) kutatásokkal is. 2015-ben a Horthy-korszak politikai rendszeréről szóló monográfiájával MTA doktora fokozatot szerzett. 2023-tól a Miskolci Egyetem kutatóprofesszora.
Országos ismertségre 2010-ben egy nagy port kavart ügy okán tett szert, amikor Kiss László alkotmánybíró korábban több pert indított ellene egy, az Élet és Irodalomban 2007-ben megjelent, a pécsi Dialógus-csoportról szóló tanulmánya miatt. A rágalmazás vádja alól felmentették Ungváryt, azonban a Legfelsőbb Bíróság hárommillió forintos nem vagyoni kártérítésre kötelezte Ungváryt és a lapot. A Facebook nevű közösségi oldalon gyűjtést szerveztek Ungváry számára tőle függetlenül, ahol kétmillió forint gyűlt össze. Boér Zoltán, Fráter Olivér és Ungváry Krisztián kutatók a levéltári kutatásaik eredményét 2011. március 2-án mutatták be a szigoruantitkos.hu weboldalon, ahol a kémelhárítás szigorúan titkos állományú (SZT) tisztjeinek adatai és életrajzaik szerepelnek.
2013 decemberében az Emberi Jogok Európai Bírósága kimondta, hogy Ungvárynak történészként joga volt a kutatásokkal megalapozott szakmai véleménye közléséhez – Ungváry ezt úgy interpretálta, hogy Strassbourg neki adott igazat. Kiss László véleménye szerint azonban az ügynökvád jogerősen is elbukott Strassbourgban, emiatt újra perrel fenyegette Ungváryt, de mégsem perelte be.
Nemcsak történészként tevékenykedik, hanem gyűjtő is. Rákosi Mátyáshoz köthető, 1941 és 1970 között keletkezett dokumentumok – hivatalos papírok, fogalmazványok, levelek -, összesen 264 darabból álló irathagyaték került Ungváry Krisztián birtokába, melyet egy meg nem nevezett embertől vásárolt meg. Az iratokat állítólag Cipruson egy szállodai szoba ruhásszekrényében levő táskában találták meg.
Az Ungváry Krisztián birtokában maradt iratok digitalizált másolatgyűjteményét 2019-ben teljes egészében elérhetővé tette Budapest Főváros Levéltára.
Történészi munkája mellett borászattal foglalkozik. Mezőgazdasági őstermelőként Olaszliszka határában, a Vayi-dűlőben két hektárnyi területen saját szőlészetet és borászatot is üzemeltet. Emellett okleveles borbíráló és borszakíró. A cserkész mozgalomban is aktív: 1988. október 15-én a Magyar Cserkészszövetség egyik alapító tagja volt, azóta a 293. Szent Kapisztrán cserkészcsapat tagja.

## Főbb publikációi
- Budapest ostroma; Corvina, Bp., 1998 (Faktum) ISBN 963135377X
- A magyar honvédség a második világháborúban; térképek Sebők László; Osiris, Bp., 2004 ISBN 9789633896853
- A második világháború; szerk. Ungváry Krisztián, A közéleti és irodalmi emlékezet fej. dokumentumvál., jegyz. Tabajdi Gábor; Osiris, Bp., 2005 (Nemzet és emlékezet)
- Tamási Miklós–Ungváry Krisztián: Budapest 1945; Corvina, Bp., 2006 ISBN 9789631355048
- Tabajdi Gábor–Ungváry Krisztián: Elhallgatott múlt. A pártállam és a belügy. A politikai rendőrség működése Magyarországon, 1956-1990; Corvina–1956-os Intézet, Bp., 2008 ISBN 9789631357172
- Magyarország a második világháborúban (Magyarország története, 19., főszerk. Romsics Ignác); Kossuth, Bp., 2010 (Metropol könyvtár)
- Ungváry Krisztián–Tabajdi Gábor: Budapest a diktatúrák árnyékában. Titkos helyszínek, szimbolikus terek és emlékhelyek a fővárosban; Jaffa, Bp., 2012 ISBN 9786155235344
- Stern Rózsi: Budapesttől Bergen-Belsenig. Egy füzet 1944-ből; szerk. Zágoni Zsolt, tan. Ungváry Krisztián; Zágoni Zsolt, Bp., 2012
- A Horthy-rendszer mérlege. Diszkrimináció, szociálpolitika és antiszemitizmus Magyarországon, 1919–1944; 2. jav. kiad.; Jelenkor–OSZK, Pécs–Bp., 2013, ISBN 9789636765224
- Búvópatakok. A jobboldal és az állambiztonság, 1945–1989; szerk. Ungváry Krisztián; 1956-os Intézet Alapítvány–Jaffa, Bp., 2013
- Budapest ostroma; 7. átdolg. kiad.; Corvina, Bp., 2013
- Tettesek vagy áldozatok? Feltáratlan fejezetek a XX. század történelméből; Jaffa, Bp., 2014
- Magyar megszálló csapatok a Szovjetunióban, 1941–1944. Esemény, elbeszélés, utóélet; Osiris, Bp., 2015 ISBN 9789632762654
- A Horthy-rendszer és antiszemitizmusának mérlege. Diszkrimináció és társadalompolitika Magyarországon, 1919–1944; 3. jav., bőv. kiad.; Jelenkor, Bp., 2016 ISBN 9789636766528, 735 p.
- Az ostromlott Budapest két titka. A gettó megmentése. A szovjet hadikövetek; Kossuth, Bp., 2016 (A magyar történelem rejtélyei)
- A szembenézés hiánya. Felelősségre vonás, iratnyilvánosság és átvilágítás Magyarországon 1990–2017; magánkiadás, Bp., 2017
- Ungváry Krisztián–Meruk József: Rákosi Mátyás eltitkolt szolgálatai. Egy sztálinista diktátor börtönben, jólétben és száműzetésben; Jaffa, Bp., 2018
- Hősök? A budapesti csata német katonai elitje; Jaffa, Bp., 2019, ISBN 9789634752110
- Horthy Miklós. A kormányzó és felelőssége. 1920–1944; Jaffa, Bp., 2020, ISBN 9789634752387
- Révai Gábor: Változó múltjaink. Beszélgetések Gyáni Gáborral és Ungváry Krisztiánnal; magánkiadás, Bp., 2020
- Budapest ostroma; 8. átdolg. kiad.; Corvina, Bp., 2021
- Utak a senkiföldjén. Kitörés 1945; Jaffa, Bp., 2021
- Kiugrás a történelemből - Horthy Miklós a világpolitika színpadán; Open Books, Bp., 2022
- A Mindszenty-mítosz; Open Books, Bp., 2023
- Beugrás; Open Books, Bp., 2024

## Díjai
- Akadémiai díj (2014)[12]
- A Németországi Szövetségi Köztársaság Érdemrendjének lovagkeresztje (2022)[13]